# St. Anna (Horní Pelhřimov)

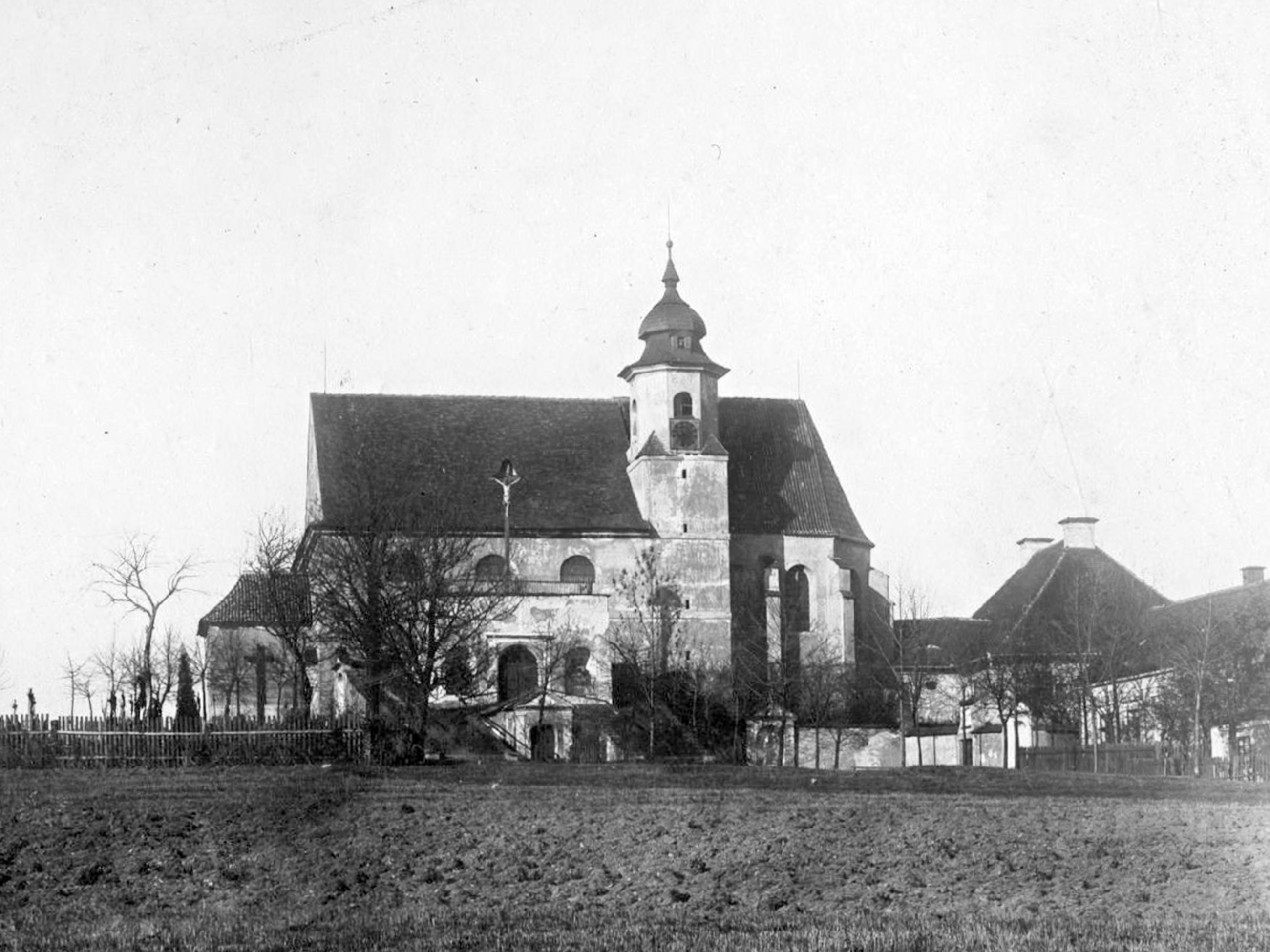
Wallfahrtskirche St. Anna (1910)

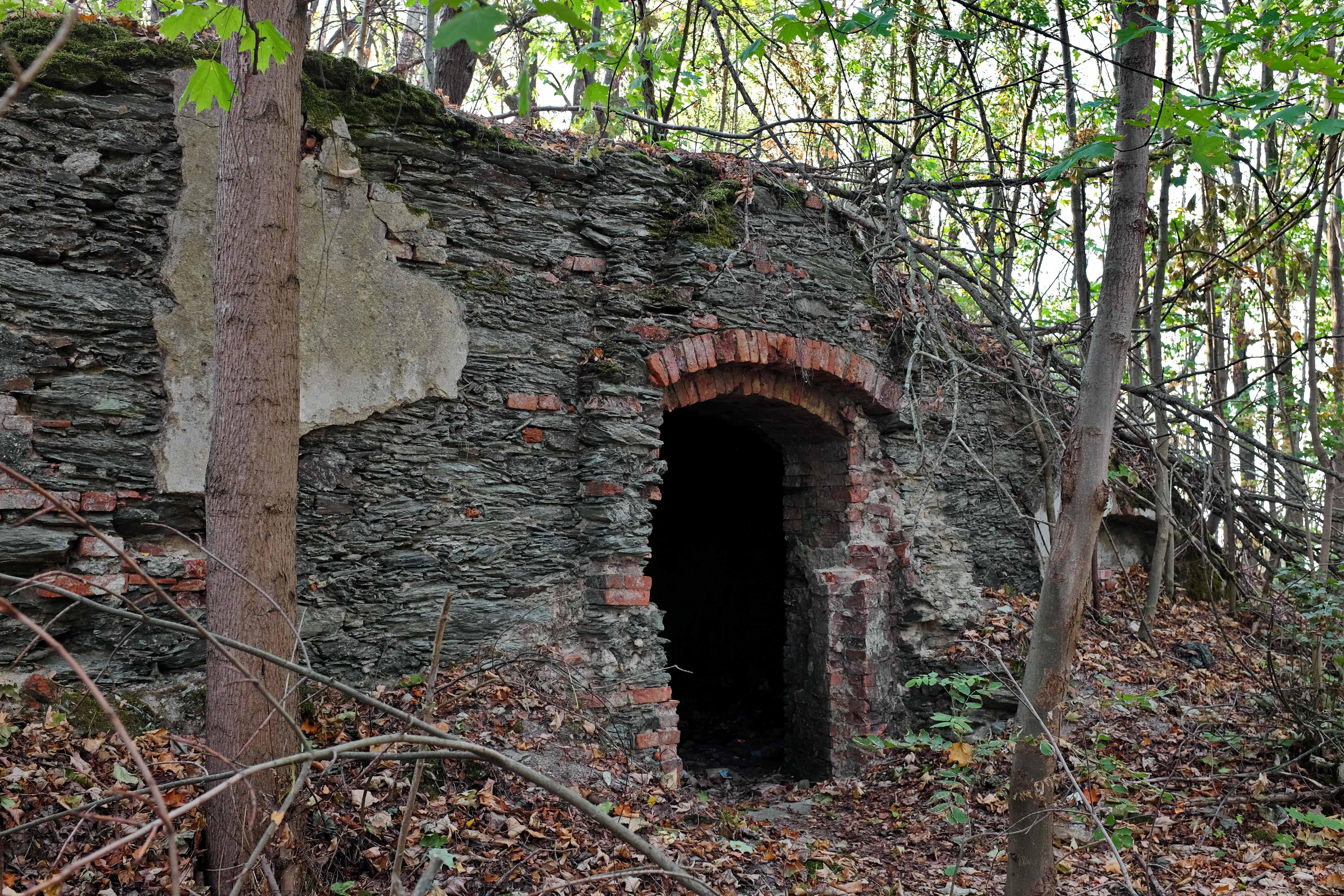
Mauerreste

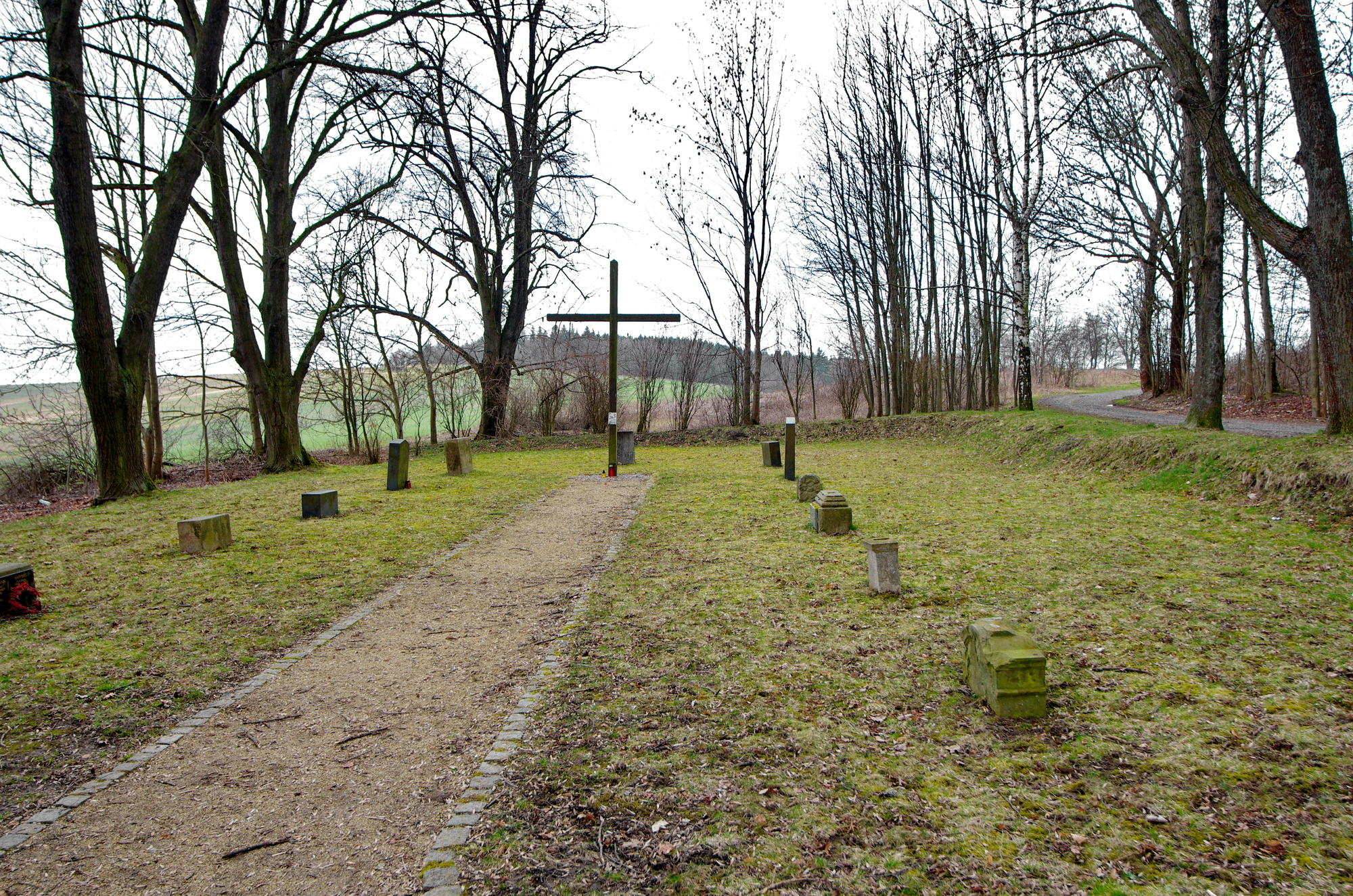
Ehemaliger Friedhof

St. Anna (tschechisch Kostel sv. Anny) war eine römisch-katholische Wallfahrtskirche in Pelhřimov (deutsch Pilmersreuth), einer Siedlung der Stadt Cheb (Eger) im Okres Cheb (Bezirk Eger) in Tschechien.

## Geschichte
Der Egerer Stadtrat ließ 1518 auf dem Grünberg in Ober-Pilmersreuth eine zu Ehren der Heiligen Anna geweihte spätgotische Kapelle errichten. 1575 entstand daneben eine Einsiedelei der Franziskaner. Bis 1691 wurde die Kirche, zu der sich eine rege Wallfahrt entwickelte, um einen seitlichen Turm mit Zwiebelhaube und ein vergrößertes, barockes Kirchenschiff erweitert. Aus dieser Zeit stammten auch der Hochaltar und die Kanzel, die Seitenaltäre kamen um 1700 hinzu. Auf Grund eines Pestgelübdes gründete sich 1716 neben der Kirche ein Hospiz. Über die Entstehung von Kirche und Kloster ist folgendes überliefert:

„Es sey einst Eger durch eine grosse Pest verheert worden. In dieser Noth habe die Stadt die Fürsprache der heil. Anna angefleht und gelobt, wenn die Pest weichen würde, ihr da, wo bis her eine der heil. Anna geweihte Kapelle gestanden, eine Kirche zu bauen. Hierauf habe die Pest aufgehört, und die Stadt Eger eingedenk ihres Gelübdes, die Kirche gebaut, worauf sie zum Kloster geworden.“

Die Kirche war vor allem am 26. Juli, dem Gedenktag der Heiligen Anna, ein vielbesuchtes Pilgerziel. 1781 wurde neben der Kirche ein einstöckiges Pfarrhaus errichtet. Zur Kirche führte eine Kreuzwegstation. Die eigene Pfarrei bestand seit 1787. In diesem Jahr beginnen auch die eigenen Matriken. Vorher gehörte die Filiale zur Pfarrkirche St. Nikolaus in Eger. Eingepfarrt waren Ober-Pilmersreuth mit den Einschichten Sankt Anna und Boden, Kreuzenstein, Ober-Kunreuth und Unter-Pilmersreuth. Letzter Pfarrer war Johannes Tanzer.
Nach der Vertreibung der deutschen Bevölkerung 1945 blieb die Kirche unbenutzt und verfiel. Die Ausstattung wurde entwendet oder ging verloren. 1967 erfolgte der Abriss. Erhalten blieben lediglich Mauerreste und ein Kriegerdenkmal aus dem Jahr 1925. Die erhaltenen Grabsteine auf dem ehemaligen die Kirche umgebenden Friedhof wurden 1992 von den ehemaligen Bewohnern instand gesetzt und dort ein Holzkreuz aufgestellt.